# Menticirrhus elongatus
Menticirrhus elongatus és una espècie de peix de la família dels esciènids i de l'ordre dels perciformes.

## Morfologia
- Els mascles poden assolir 52 cm de longitud total.[5][6]

## Alimentació
Menja poliquets, crustacis i mol·luscs.

## Hàbitat
És un peix marí, de clima tropical i demersal.

## Distribució geogràfica
Es troba a l'oceà Pacífic oriental: des de Mèxic fins al Perú.

## Ús comercial
És comú als mercats locals.

## Observacions
És inofensiu per als humans.